# Пельгжимка (гміна)
Гміна Пельгжимка (пол. Gmina Pielgrzymka) — сільська гміна у південно-західній Польщі. Належить до Злоторийського повіту Нижньосілезького воєводства.
Станом на 31 грудня 2011 у гміні проживало 4693 особи.

## Площа
Згідно з даними за 2007 рік площа гміни становила 105.15 км², у тому числі:
- орні землі: 73.00%
- ліси: 18.00%

Таким чином, площа гміни становить 18.27% площі повіту.

## Населення
Станом на 31 грудня 2011:
| Опис     | Загалом | Загалом | Чоловіки | Чоловіки | Жінки | Жінки |
| -------- | ------- | ------- | -------- | -------- | ----- | ----- |
| одиниця  | осіб    | %       | осіб     | %        | осіб  | %     |
| все      | 4693    | 100     | 2390     | 50.93    | 2303  | 49.07 |
| міське   | 0       | 100     | 0        |          | 0     |       |
| сільське | 4693    | 100     | 2390     | 50.93    | 2303  | 49.07 |

## Сусідні гміни
Гміна Пельгжимка межує з такими гмінами: Львувек-Шльонський, Швежава, Варта-Болеславецька, Влень, Загродно, Злотория.